# Route nationale 904 (Belgique)
Pour les articles homonymes, voir Route nationale 904.
La route nationale 904 est une route nationale de Belgique de 9,0 kilomètres qui relie Namur à Bovesse via Saint-Servais et Rhisnes

## Description du tracé

### Communes sur le parcours
- Région wallonne
  -  Province de Namur
    - Namur
    - Saint-Servais
    - Rhisnes
    - Bovesse